# العلاقات السعودية المالديفية
العلاقات السعودية المالديفية يقصد بها العلاقة التي تجمع المملكة العربية السعودية بجزر المالديف.

## تاريخ العلاقة
أُنشئت العلاقات الدبلوماسية بين السعودية وجزر المالديف خلال فترة رئاسة الرئيس المالديفي السابق مأمون عبد القيوم الذي حكم البلاد لمدة ثلاثة عقود استمرت حتى العام 2008. تطورت هذه العلاقات بين البلدين بعد زيارة قام بها الملك السعودي سلمان بن عبد العزيز، حينما كان وليًا للعهد آنذاك في شهر فبراير عام 2014 إلى جمهورية المالديف. في يوم الخميس 18 مارس 2015 وافقت السعودية على فتح سفارة للمملكة لدى جمهورية المالديف، وذلك حسب بيان مشترك صدر في ختام مباحثات بين الملك سلمان بن عبد العزيز والرئيس المالديفي عبد الله يمين عبد القيوم.